# باتكسي فيريرا
باتكسي فيريرا (بالإسبانية: Patxi Ferreira) هو لاعب كرة قدم إسباني في مركز الدفاع، ولد في 22 مايو 1967 في Saucelle ‏ في إسبانيا. شارك مع منتخب إسبانيا تحت 16 سنة لكرة القدم ومنتخب إسبانيا تحت 18 سنة لكرة القدم ومنتخب إسبانيا تحت 19 سنة لكرة القدم ومنتخب إسبانيا تحت 20 سنة لكرة القدم ومنتخب إسبانيا تحت 21 سنة لكرة القدم ومنتخب إسبانيا لكرة القدم. أما مع النوادي، فقد لعب مع أتلتيك بيلباو ب وأتلتيك بيلباو وأتلتيكو مدريد ورايو فايكانو ونادي إشبيلية ونادي فالنسيا.

## وصلات خارجية
- باتكسي فيريرا على موقع الاتحاد الدولي (مؤرشف)  (الإنجليزية)
- باتكسي فيريرا على موقع قاعدة بيانات كرة القدم.إي يو (الإنجليزية)
- باتكسي فيريرا على موقع ناشيونال فوتبول تيمز (الإنجليزية)